# Ravenna (bướm)
Ravenna là một chi bướm ngày thuộc họ Lycaenidae.

## Hình ảnh

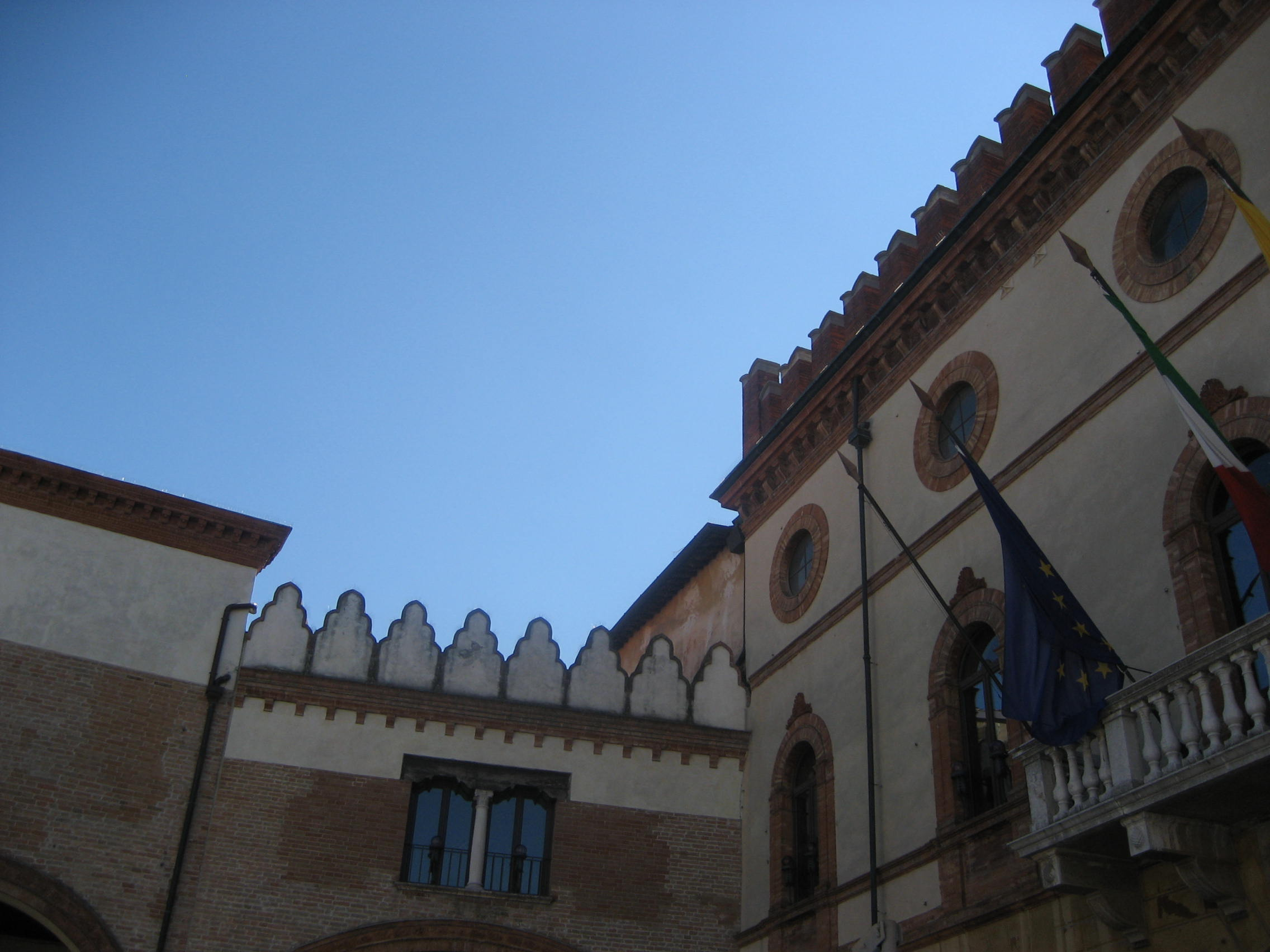
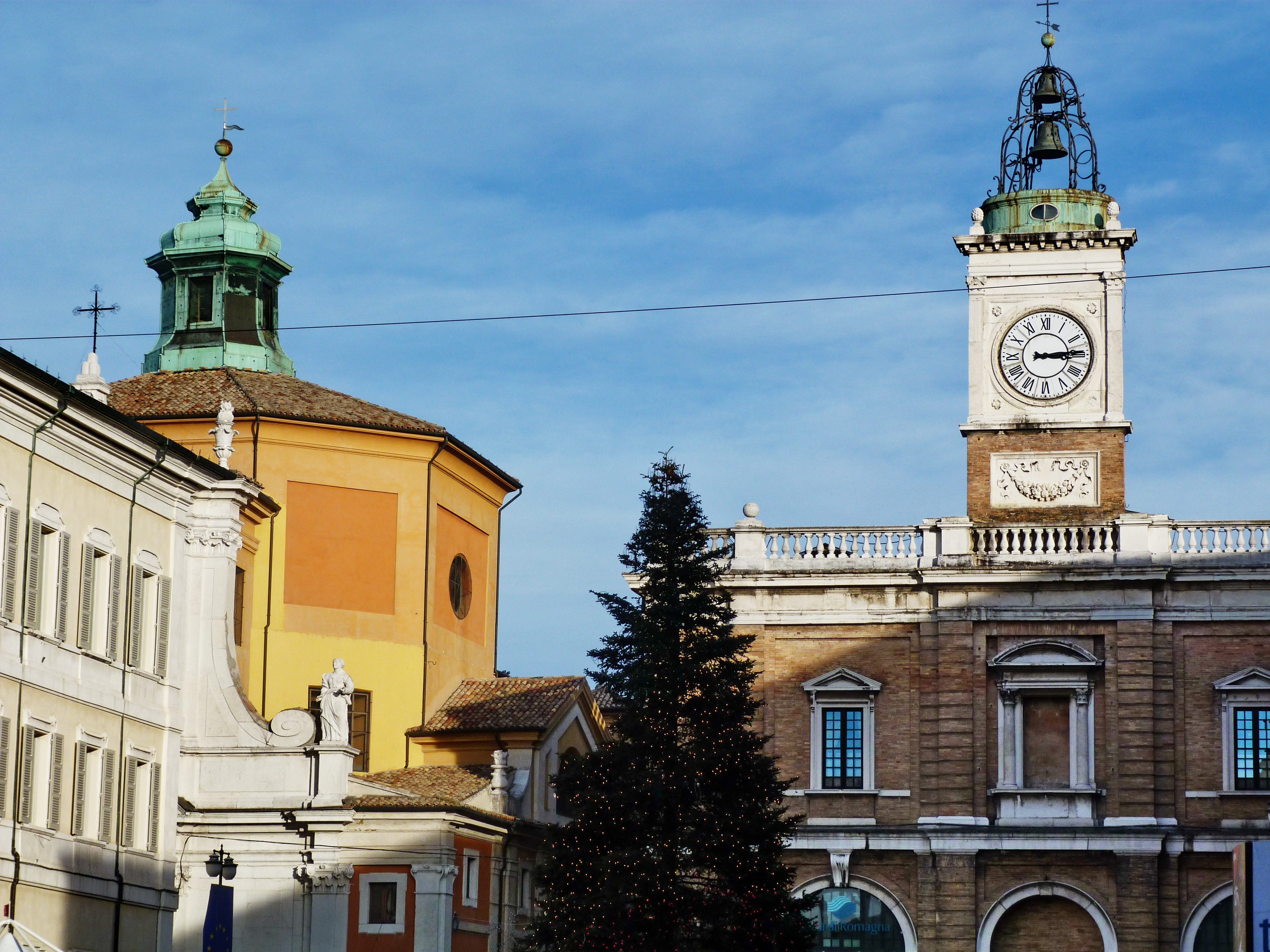
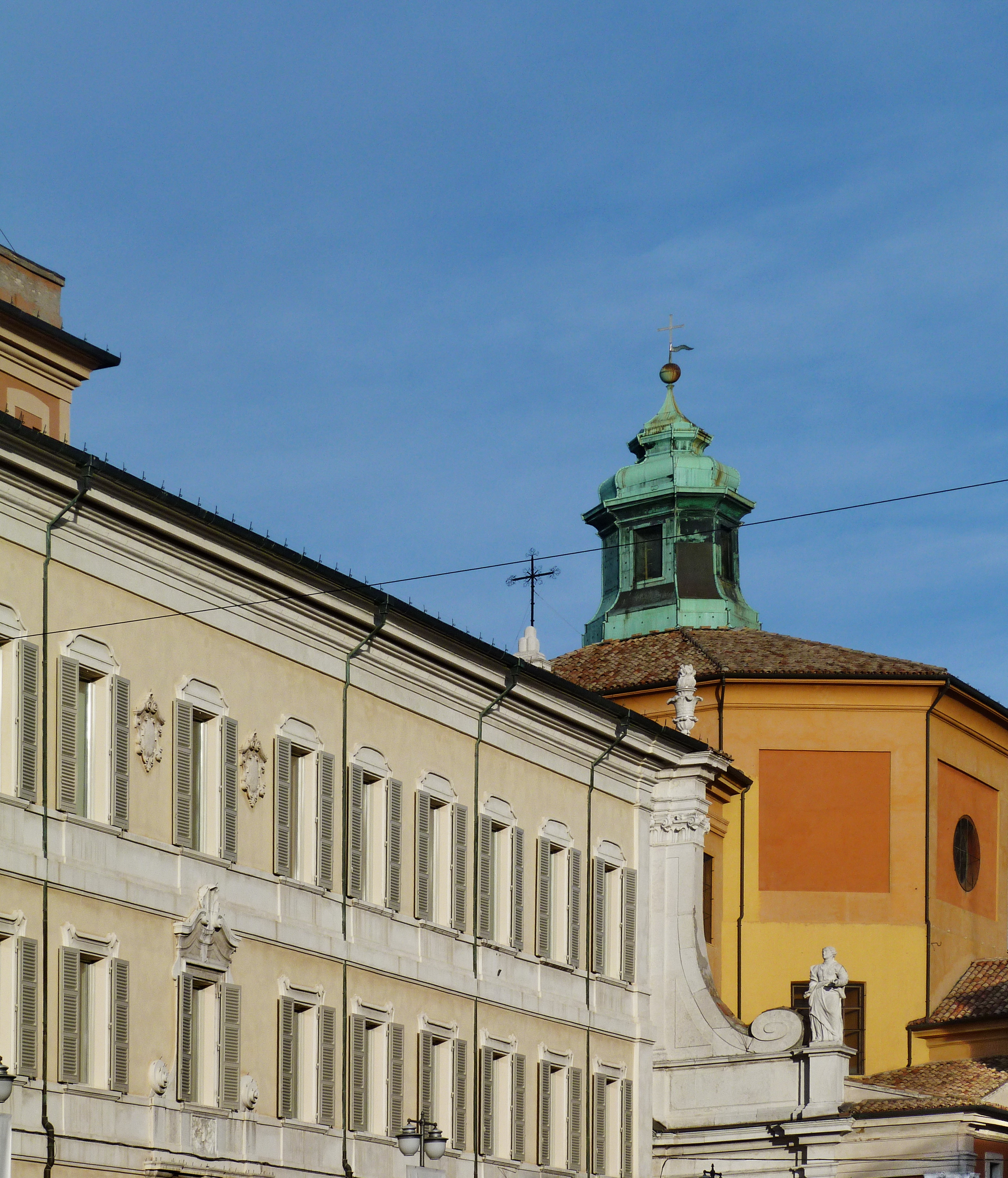
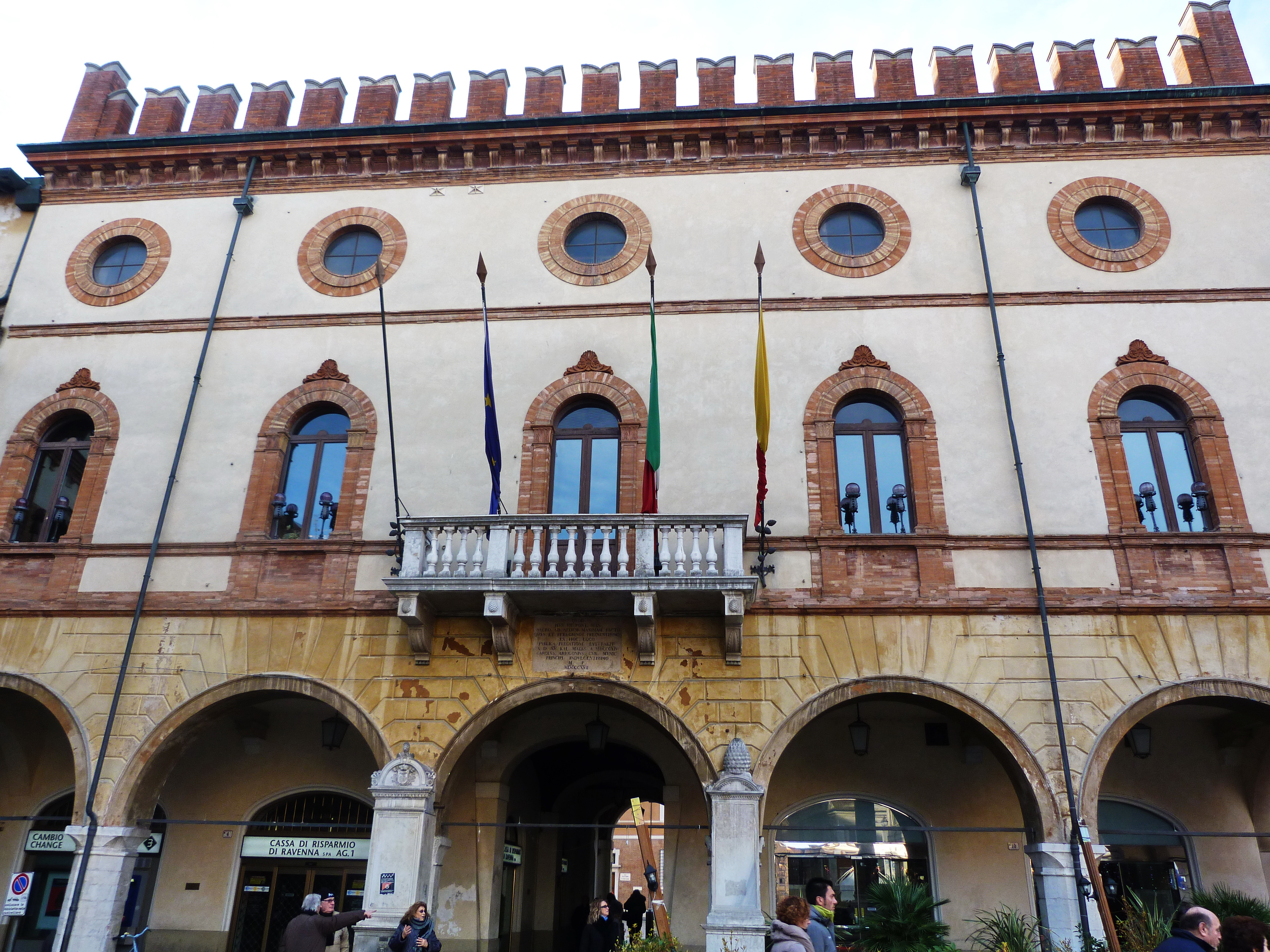